# Guerra fulani
La Guerra fulani, también conocida como Yihad Fulani o Yihad de Usman dan Fodio, fue una campaña militar de conquista del territorio de los actuales Nigeria Y Camerún que tuvo lugar entre 1804 y 1810. Expulsado de Gobir por su antiguo estudiante Yunfa en 1802, el reformista islámico Usman dan Fodio formó un ejército fulani para liderar una yihad contra los reinos hausas del norte. Al darse cuenta de la amenaza que las fuerzas de Usman representaban, Yunfa juntó a los gobernantes hausas para oponerse a él.  
Los gobernantes hausas causaron a los yihadistas una serie de golpes iniciales, especialmente durante la batalla de Tsuntua (en diciembre de 1804), durante la cual Usman perdió más de 2.000 hombres. El año siguiente, no obstante, las fuerzas de Usman asediaron el Kebbi y establecieron una base permanente en Gwandu. Apoyándose en el descontento popular causado en parte por el hambre y en parte por la política fiscal hausa, los yihadistas continuaron su avance tomando la capital de Gobir, Alkalawa, en 1808 y asesinando a Yunfa.
Usman unió las tierras conquistadas bajo el Imperio Fulani. El éxito de la yihad inspiró a todo un número de yihadistas en África Occidental, como Seku Amadu, fundador del Imperio Massina, Umar Tall, fundador del Imperio tuculor, Samory Touré, fundador del Imperio Wassoulou, y Modibo Adama, fundador del Emirato Adamawa.